# Klein Dorrit
Klein Dorrit è un film del 1934 diretto da Carl Lamac. Prodotto dalla stessa protagonista del film, Anny Ondra e dal regista, fu l'esordio cinematografico di Kurt Meisel (1912-1994).

## Produzione
Il film fu prodotto dalla Ondra-Lamac-Film GmbH (Berlin) e dalla Bavaria Film AG (München-Geiselgasteig).

## Distribuzione
Nelle sale tedesche, Little Dorrit fu presentato il 21 agosto 1934, uscendo poi sul mercato di altre numerose nazioni.
In Cecoslovacchia, il film fu distribuito dalla Beda Heller Filmverleih, mentre in Austria uscì attraverso la Hugo Engel-Filmgesellschaft e nei Paesi Bassi - dove venne presentato il 7 settembre 1934 con il titolo Kleine Dora - con la Filma. La Bavaria Pictures Inc. lo distribuì negli Stati Uniti ik 18 ottobre 1935. Il film uscì anche in Finlandia (29 dicembre 1935) e in Portogallo, ribattezzato Anny Endiabrada il 17 febbraio 1936.